# Dubodiel
Dubodiel és un poble i municipi d'Eslovàquia que es troba a la regió de Trenčín.

## Història
La primera menció escrita de la vila es remunta al 1439.

## Demografia
| Godina             | 1994 | 2004   | 2014   | 2024   |
| ------------------ | ---- | ------ | ------ | ------ |
| Nombre de persones | 903  | 922    | 950    | 1031   |
| Diferència         |      | +2,10% | +3,03% | +8,52% |

| Godina             | 2023 | 2024   |
| ------------------ | ---- | ------ |
| Nombre de persones | 1023 | 1031   |
| Diferència         |      | +0,78% |